# Trichothyse
Trichothyse es un género de arañas araneomorfas de la familia Gnaphosidae. Se encuentra en África austral.

## Lista de especies
Según The World Spider Catalog 12.0:
- Trichothyse fontensis Lawrence, 1928
- Trichothyse hortensis Tucker, 1923
- Trichothyse subtropica Lawrence, 1927